# Efectos del calentamiento global sobre las personas

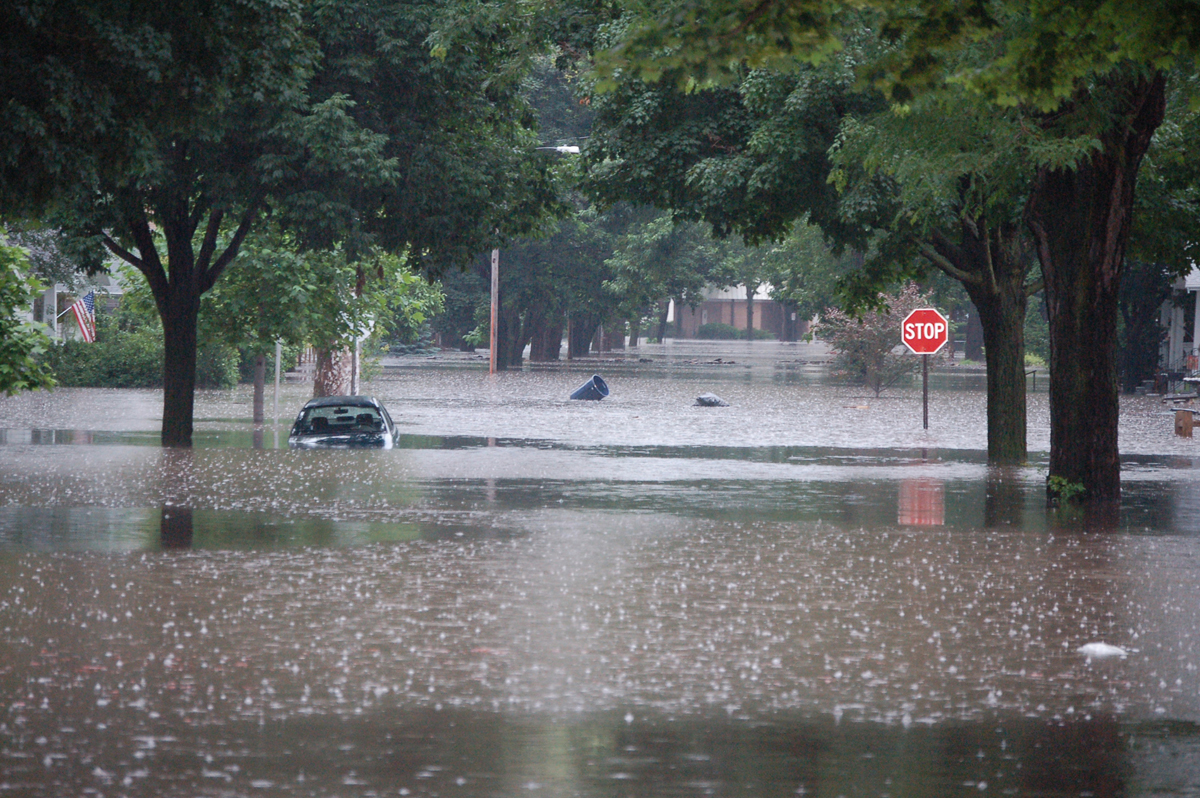
Inundaciones en el medio oeste de Estados Unidos, junio de 2008

Los efectos del calentamiento global impactan sobre los sistemas geológicos, biológicos y ecológicos de la Tierra, incluyendo a la población humana mundial. Los efectos del calentamiento global como el clima extremo, el agotamiento del ozono, el aumento de los incendios forestales, la pérdida de biodiversidad, las tensiones en los sistemas de producción de alimentos, el acceso al agua potable y la propagación mundial de enfermedades infecciosas representan un peligro ambiental que impactan sobre la salud humana, la seguridad alimentaria, y la estabilidad política, social y económica. Se estima que el cambio climático causa más de 150.000 muertes anualmente.
Las personas y comunidades pobres y de bajos ingresos en todo el mundo son las más afectadas por los efectos del cambio climático. Tienen niveles mucho más altos de vulnerabilidad a los determinantes ambientales de la salud y la riqueza, menor acceso a los servicios de salud, y menos capacidad disponible para enfrentar los efectos del cambio climático. Un estudio de 2009 estimó que más de 300.000 muertes inducidas por cambio climático y alrededor de $125 mil millones en pérdidas económicas anuales se produjeron en  países en desarrollo, debido al agravamiento de las sequías e inundaciones.

## Salud
Las tres categorías principales de riesgos para la salud debido al cambio climático incluyen:  
- efectos de acción directa (por ejemplo, debido a las olas de calor, un aumento de la contaminación atmosférica, y los fenómenos climáticos extremos),
- los impactos mediados por cambios relacionados con el clima en los sistemas y las relaciones ecológicas (por ejemplo, el rendimiento de cultivos, la propagación de enfermedades infecciosas, la productividad marina, o los problemas derivados de la desertificación, la sequía e inundaciones), y
- las consecuencias más difusas relacionadas con el empobrecimiento, el desplazamiento, los conflictos de recursos (por ejemplo, el agua) y los problemas de salud mental posteriores al desastre.

Estos riesgos aumentarán en las próximas décadas si el cambio climático global continúa en su trayectoria actual.
El cambio climático amenaza con frenar, detener o revertir el progreso internacional hacia la reducción de la desnutrición infantil, las muertes por enfermedades diarreicas y la propagación de otras enfermedades infecciosas. El cambio climático exacerba los problemas de salud existentes en las partes más pobres del mundo. Las variaciones actuales en las condiciones climáticas ya tienen muchos impactos adversos en la salud de las personas pobres en las naciones en desarrollo, y es probable que estos también se multipliquen por las tensiones adicionales del cambio climático. 
Un clima más cálido y más variable conduce a niveles más altos de algunos contaminantes del aire. También aumenta las tasas y los rangos de transmisión de enfermedades infecciosas a través de aguas sucias y alimentos contaminados, y al afectar a los organismos vectores (como los mosquitos) y a las especies hospedadoras intermedias o reservorias que albergan el agente infeccioso (como el ganado, murciélagos y roedores). Por ejemplo, Bangladés ha experimentado un aumento de enfermedades sensibles al clima como la malaria, el dengue, la diarrea infantil y la neumonía, entre las comunidades vulnerables. Los cambios en el suministro de alimentos y agua debido al cambio climático puede causar indirectamente aumentos en una gama de resultados adversos para la salud, que incluyen desnutrición, diarrea, lesiones, enfermedades cardiovasculares y respiratorias, y aumento de enfermedades transmitidas por el agua y transmitidas por insectos.
Los cambios en la temperatura, las precipitaciones y la estacionalidad comprometen la producción agrícola en muchas regiones, incluidos algunos de los países menos desarrollados, lo que pone en peligro la salud y el crecimiento infantil, la salud en general y la capacidad funcional de los adultos. El informe de la Comisión de Determinantes Sociales de la Salud de la OMS señala que es probable que las comunidades desfavorecidas asuman una parte desproporcionada de la carga del cambio climático debido a su mayor exposición y vulnerabilidad a las amenazas para la salud. Más del 90 por ciento de las muertes por malaria y diarrea ocurren en niños de 5 años o menos, principalmente en países en desarrollo. Otros grupos de población gravemente afectados incluyen mujeres, ancianos y personas que viven en pequeños estados insulares en desarrollo y otras regiones costeras, megaciudades o áreas montañosas.

### Impactos psicológicos
Un artículo de 2011 en la revista American Psychologist identificó tres clases de impactos psicológicos del cambio climático global:
- Directos: "Efectos agudos o traumáticos de eventos climáticos extremos y un entorno cambiado".
- Indirectos: "Amenazas para el bienestar emocional basadas en la observación de impactos y preocupaciones o incertidumbre sobre riesgos futuros".
- Psicosociales: "Efectos sociales y comunitarios crónicos del calor, la sequía, las migraciones y los conflictos relacionados con el clima y el ajuste posterior al desastre". Se muestra un impacto psicológico a través de los comportamientos de las personas y cómo actúan frente a la situación real. El tema del cambio climático es muy complejo y difícil de entender para las personas, lo que afecta la forma en que actúan sobre él. Ranney y Clark (2016) han demostrado que informar a las personas sobre la ciencia del clima promueve el cambio de comportamiento hacia la mitigación del cambio climático.[17]

### Destrucción de servicios de salud
Los eventos climáticos extremos, además de ser vectores de propagación de enfermedades infecciosas, provocan la destrucción de infraestructuras esenciales para la provisión de servicios sanitarios, empeorando los tiempos de respuesta frente a las crisis sanitarias. Los huracanes y las inundaciones provocan la destrucción de hospitales, servicios de saneamiento y carreteras. Por ejemplo, el ciclón Idai en las costas de Beira ocasionó que la infraestructura de los servicios de salud sufriera pérdidas irrecuperables.

### Enfermedades infecciosas

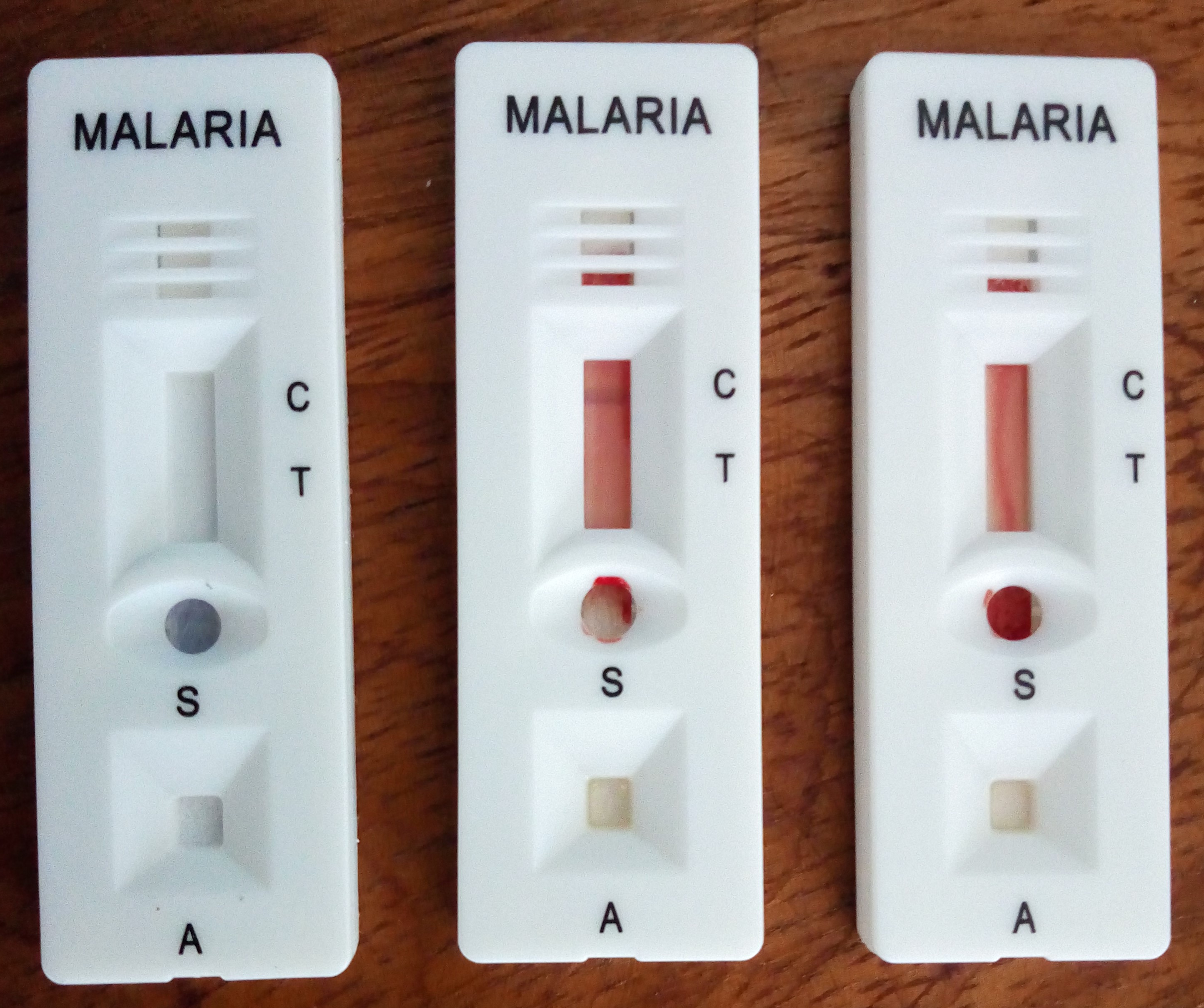
Test de detección rápida para la malaria.

El cambio climático puede conducir a aumentos dramáticos en la prevalencia de una variedad de enfermedades infecciosas. A partir de mediados de los años 70, ha habido una "aparición, resurgimiento y redistribución de enfermedades infecciosas". Las razones de esto son probablemente causales múltiples, dependiendo de una variedad de factores sociales, ambientales y climáticos, sin embargo, muchos sostienen que la "volatilidad de las enfermedades infecciosas puede ser una de las primeras expresiones biológicas de inestabilidad climática". Aunque muchas enfermedades infecciosas se ven afectadas por los cambios climáticos, las enfermedades transmitidas por vectores, como la malaria, el dengue y la leishmaniasis, presentan la relación causal más fuerte. Una de las principales razones por las que el cambio climático aumenta la prevalencia de las enfermedades transmitidas por vectores es que la temperatura y la lluvia juegan un papel clave en la distribución, magnitud y capacidad viral de los mosquitos, que son vectores primarios para muchas enfermedades transmitidas por vectores. La observación y la investigación detectan un cambio de plagas y patógenos en la distribución desde el ecuador hacia los polos de la Tierra. Una herramienta que se ha utilizado para predecir esta tendencia de distribución es el Proceso dinámico de simulación de mosquitos (DyMSiM). DyMSiM utiliza datos y prácticas epidemiológicas y entomológicas para modelar las distribuciones futuras de mosquitos en función de las condiciones climáticas y los mosquitos que viven en el área. Esta técnica de modelado ayuda a identificar la distribución de especies específicas de mosquito, algunas de las cuales son más susceptibles a la infección viral que otras. Más allá de la distribución, el aumento de las temperaturas puede disminuir el tiempo de incubación viral in vivo en vectores, lo que aumenta la transmisibilidad viral y conduce a aumentos en las tasas de infección.

#### Malaria
El aumento de las precipitaciones como la lluvia podría aumentar el número de mosquitos indirectamente al expandir el hábitat de las larvas y el suministro de alimentos. La malaria, que mata a aproximadamente 300,000 niños menores de 5 años anualmente, representa una amenaza inminente a través del aumento de la temperatura. Los modelos más conservadores sugieren que el riesgo de malaria aumentará entre 5 y 15% para 2100 debido al cambio climático. Solo en África, de acuerdo con el Proyecto MARA (Mapping Malaria Risk in Africa), hay un aumento proyectado de 16 a 28% en las exposiciones mensuales de personas a la malaria para 2100.

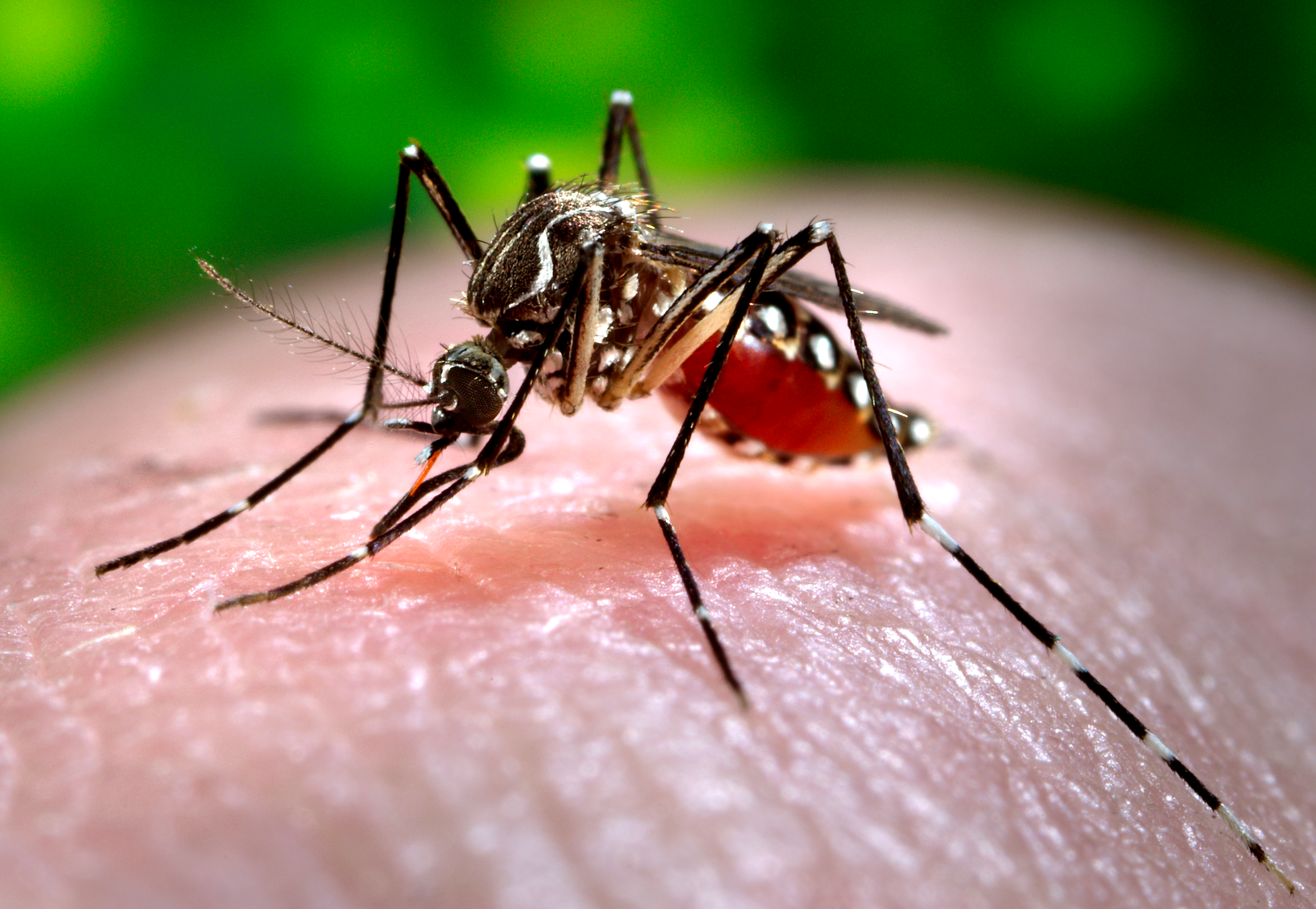
Aedes aegypti, el mosquito que es el vector para la transmisión del dengue.

#### Dengue
La fiebre del dengue se transmite por la picadura del mosquito hembra conocido como Aedes aegypti. Esta especie de mosquito puede viajar hasta 400 metros en busca de agua para poner sus huevos, pero a menudo permanece más cerca de las poblaciones humanas.   
El hábitat del mosquito Aedes aegypti y la cantidad de mosquitos en una población está fuertemente influenciada por la cantidad de recipientes que contienen agua o bolsas de agua estancada en un área, temperatura diaria y variación de temperatura, humedad y radiación solar. Si bien la fiebre del dengue se considera principalmente una enfermedad tropical y subtropical, los rangos geográficos del aedes aegypti se están expandiendo debido al aumento global de las temperaturas.

## Cambios ambientales
El cambio climático afecta drásticamente la pérdida de hábitats y asentamientos humanos. La desertificación, las sequías, las inundaciones y los eventos climáticos extremos ocasionan que las personas pierdan sus medios económicos y deban desplazarse de su lugar de origen. 

### Temperatura

Vórtice polar de 2019, un fenómeno meteorológico extremo reciente.

Una temperatura de bulbo húmedo sostenida superior a los 35 °C es el umbral en el que el sistema de regulación de la temperatura de los humanos empieza a experimentar dificultades para enfriar la piel. Un estudio realizado en el 2013 concluyó que el estrés por calor reducirá la capacidad laboral considerablemente en los escenarios de emisiones actuales. Hay evidencias que muestran que las altas temperaturas pueden aumentar las tasas de mortalidad entre los fetos y los niños. Las temperaturas más altas reducen el aprendizaje y la productividad de los trabajadores, lo que puede afectar la economía y el desarrollo de un país. 

### Bajas temperaturas extremas
El cambio climático contribuye a las olas de frío debido a las interrupciones en el vórtice polar, que a su vez es causado por una disminución en el hielo marino del Ártico, lo que causa que el aire frío se derrame del Ártico hacia áreas del hemisferio norte que generalmente no experimentan temperaturas tan frías, como el sudeste, noreste y medio oeste de América del Norte, y partes de Europa. Esto trae consigo temperaturas extremas de frío durante un corto período de tiempo y da como resultado una interrupción a gran escala en las actividades humanas. Una estadística de los datos sobre la temporada de invierno de 2013-14 muestran que causó daños por $263 millones de dólares, 32 muertes y 9 lesiones. Además, se produjeron daños en la infraestructura en forma de carreteras cerradas, escuelas, aeropuertos y otras funciones civiles en todo el noreste y en algunas partes del medio oeste y el sureste de los Estados Unidos. También causó algunos daños en los cultivos, como se muestra en Ohio, donde se perdió el 97% de la cosecha de uva. Las cosechas adicionales en los años siguientes también se vieron afectadas a medida que el daño por congelación llegaba hasta los troncos de algunas plantas que terminaron por destruir los cultivos. Los daños totales se extendieron a aproximadamente $4 millones de dólares, impactando la economía de Ohio y la producción de vino. Se espera que los eventos fríos aumenten a corto plazo, mientras que a largo plazo el aumento de la temperatura global dará paso a más eventos relacionados con el calor. 

### Agua
Los recursos de agua dulce de los que dependen los humanos son muy sensibles a las variaciones climáticas y climáticas. En 2007, el IPCC informó con un nivel de gran confianza que el cambio climático tiene un impacto neto negativo en los recursos hídricos y los ecosistemas de agua dulce en todas las regiones. El IPCC también encontró con gran confianza que las áreas áridas y semiáridas están particularmente expuestas a los impactos del agua dulce.
A medida que la temperatura global aumenta, cambia la naturaleza de la lluvia global, la evaporación, la nieve, el flujo de la corriente y otros factores que afectan el suministro y la calidad del agua. Los impactos específicos incluyen: 
- Las temperaturas más cálidas del agua afectan la calidad del agua y aceleran la contaminación del agua.[37]
- Se proyecta que el aumento del nivel del mar aumentará la intrusión de agua salada en el agua subterránea en algunas regiones. Esto reduce la cantidad de agua dulce disponible para beber y cultivar.[37][38]
- En algunas áreas, la disminución de los glaciares y los depósitos de nieve amenazan el suministro de agua.[39] Las áreas que dependen de la escorrentía del agua derretida probablemente verán que la escorrentía se agota, con un menor flujo al final del verano y los picos de primavera que ocurren antes.[37] Esto puede afectar la capacidad de regar los cultivos. Esta situación es particularmente grave para el riego en América del Sur,[40] para el riego y el suministro de agua potable en Asia Central, y para la energía hidroeléctrica en Noruega, los Alpes y el noroeste del Pacífico de América del Norte.
- El aumento del clima extremo significa que más agua cae sobre el suelo endurecido incapaz de absorberlo, lo que lleva a inundaciones repentinas en lugar de una reposición de la humedad del suelo o los niveles de agua subterránea.[41]
- El aumento de la evaporación reducirá la efectividad de los depósitos.
- Al mismo tiempo, la demanda humana de agua crecerá con fines de enfriamiento e hidratación.
- El aumento de la precipitación puede conducir a cambios en las enfermedades transmitidas por el agua y por los vectores.[42]

En algunos casos, la interrupción total de los servicios de agua potable debido a los fenómenos meteorológicos extremos puede llevar también al aumento de las enfermedades. Tal es el caso de la epidemia de cólera que se produjo en Beira tras el paso del ciclón Idai.

## Desplazamiento y migración

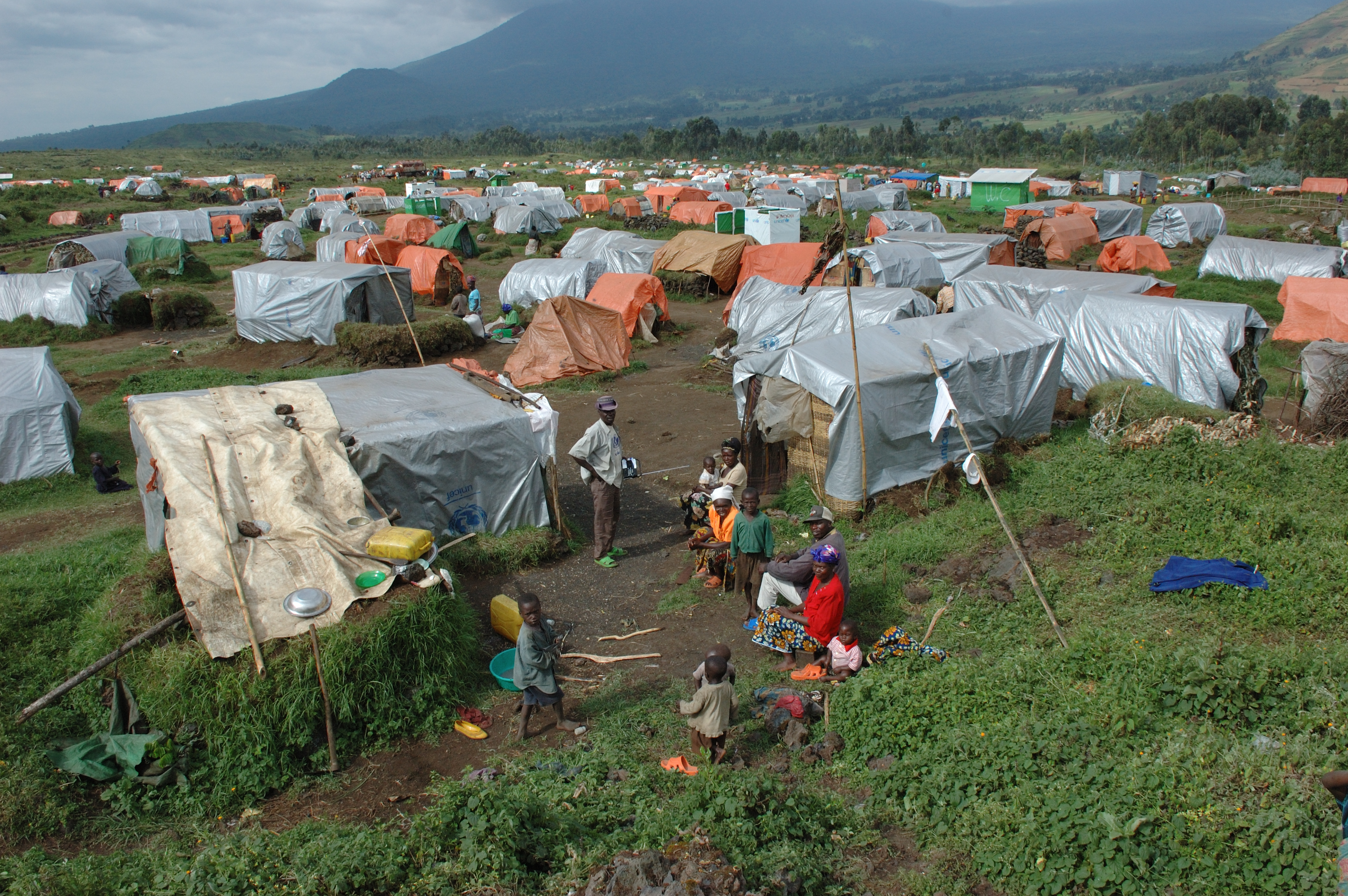
Un campo de refugiados al norte de Goma cerca de la frontera de Ruanda.

El cambio climático provoca el desplazamiento de personas de varias maneras. El aumento de los fenómenos meteorológicos extremos destruyen hogares y hábitats. La destrucción de hogares combinada con situaciones de pobreza provoca que las personas pierdan todas sus pertenencias sin poder migrar hacia otras áreas y se conviertan en refugiados ambientales.  
Los efectos del cambio climático, como la desertificación y el aumento del nivel del mar afectan gradualmente los medios de sustento y obligan a las comunidades a abandonar las tierras tradicionales por entornos donde puedan obtener otros medios de subsistencia. Esto está sucediendo actualmente en áreas del Sahel de África, el cinturón semiárido que se extiende por el continente justo debajo de sus desiertos del norte. Los ambientes deteriorados provocados por el cambio climático también pueden conducir a un mayor conflicto sobre los recursos que a su vez pueden desplazar a las personas.

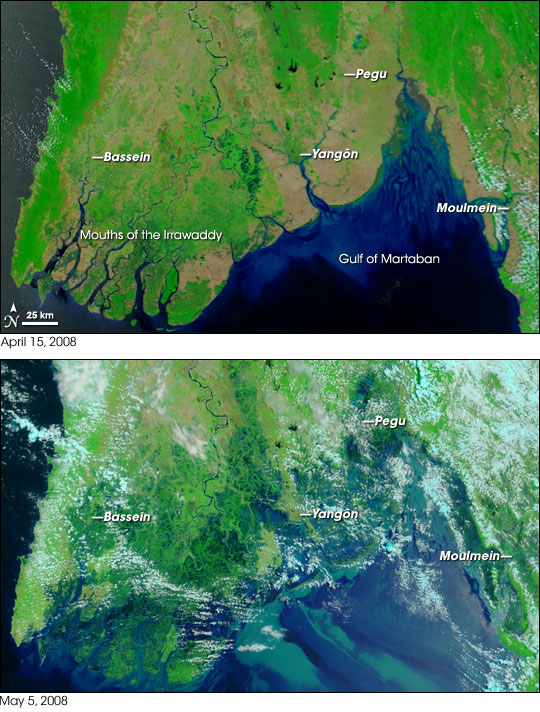
Las llanuras aluviales y las zonas costeras bajas se inundarán con mayor frecuencia debido al cambio climático, como esta zona de Myanmar que fue sumergida por el ciclón Nargis.

El IPCC ha estimado que existirán 150 millones de migrantes ambientales para el año 2050, debido principalmente a los efectos de las inundaciones costeras, la erosión de la costa y la interrupción agrícola. Sin embargo, el IPCC también advierte que es extremadamente difícil medir el alcance de la migración ambiental debido a la complejidad del problema y la falta de datos.
Según el Centro de Monitoreo de Desplazamiento Interno, más de 42 millones de personas fueron desplazadas en Asia y el Pacífico durante 2010 y 2011, más del doble de la población de Sri Lanka. Esta cifra incluye a los desplazados por tormentas, inundaciones y olas de calor y frío. Otros más fueron desplazados por la sequía y el aumento del nivel del mar. La mayoría de los que se vieron obligados a abandonar sus hogares finalmente regresaron cuando las condiciones mejoraron, pero un número indeterminado se convirtió en migrantes, generalmente dentro de su país, pero también a través de las fronteras nacionales.
Asia y el Pacífico es la región más propensa a los desastres naturales, tanto en términos del número absoluto de desastres como de las poblaciones afectadas. Están altamente expuestos a los impactos climáticos y allí viven grupos de población altamente vulnerables, que son desproporcionadamente pobres y marginados. Un informe reciente del Banco Asiático de Desarrollo destaca los "puntos calientes ambientales" que son un riesgo particular de inundaciones, ciclones, tifones y estrés hídrico.
Algunas naciones insulares del Océano Pacífico, como Tuvalu, Kiribati y las Maldivas, están considerando la posibilidad de evacuación, ya que la defensa contra inundaciones puede volverse económicamente poco realista. Tuvalu ya tiene un acuerdo ad hoc con Nueva Zelanda para permitir la reubicación por etapas. Sin embargo, para algunos isleños, la reubicación no es una opción. No están dispuestos a abandonar sus hogares, tierras y familias. Algunos simplemente no conocen la amenaza que tiene el cambio climático en su isla y esto se debe principalmente a la falta de conciencia de la existencia del cambio climático. En Vutia, en Viti Levu, la isla principal de Fiji, la mitad de los encuestados no había oído hablar del cambio climático (Lata y Nuun 2012). Incluso donde hay conciencia, muchos creen que es un problema causado por los países desarrollados y, por lo tanto, debe ser resuelto por los países desarrollados.
Los gobiernos han considerado varios enfoques para reducir la migración obligada por las condiciones ambientales en las comunidades en riesgo, incluidos los programas de protección social, desarrollo de medios de vida, desarrollo de infraestructura urbana básica y gestión del riesgo de desastres. Algunos expertos incluso apoyan la migración como una forma adecuada para que las personas puedan hacer frente a los cambios ambientales. Sin embargo, esto es controvertido porque los migrantes, especialmente los poco calificados, se encuentran entre las personas más vulnerables de la sociedad y a menudo se les niega la protección básica y el acceso a servicios básicos de salud.
El cambio climático es solo uno de los factores que pueden contribuir a la decisión de una familia de migrar. Otros factores pueden incluir la pobreza, el crecimiento de la población o las posibilidades de conseguir un empleo. Por esta razón, es difícil clasificar a los migrantes ambientales como "refugiados" según la definición legal del ACNUR, lo que dificulta sus posibilidades ser asistidos. Ni la Convención Marco de las Naciones Unidas sobre el Cambio Climático ni su Protocolo de Kioto incluyen disposiciones relativas a la asistencia o protección específica para quienes se verán directamente afectados por el cambio climático.
En pequeñas islas y megadeltas, se espera que la inundación como resultado del aumento del nivel del mar amenace la infraestructura vital y los asentamientos humanos, incluso haciendo desaparecer estados enteros. Los habitantes de  Maldivas y Tuvalu corren el riesgo de convertirse en apátridas. En zonas bajas de Bangladés poblaciones enteras corren el riesgo de perder sus viviendas.
El Banco Mundial predice que un "golpe severo" del cambio climático provocará conflictos y migración en Medio Oriente, Asia Central y África.

## Seguridad
El cambio climático tiene el potencial de exacerbar las tensiones geopolíticas existentes o crear otras nuevas, sirviendo como un multiplicador de amenazas. Puede ser un catalizador de conflictos violentos y una amenaza para la seguridad internacional. Un metaanálisis de más de 50 estudios cuantitativos que examinan el vínculo entre el clima y el conflicto encontró que "por cada 1 desviación estándar (1σ) de cambio en el clima hacia temperaturas más cálidas o precipitaciones más extremas, las estimaciones medias indican que la frecuencia de la violencia interpersonal aumenta 4% y la frecuencia de conflictos intergrupales aumenta un 14%". El IPCC ha sugerido que la falta de contención para la migración ambiental puede exacerbar los conflictos, aunque tienen menos confianza en el papel del aumento de la escasez de recursos. Aunque existe una interrelación entre cambio climático y violencia, no es el único factor que la explica.
Una variedad de expertos han advertido que el cambio climático puede conducir a mayores conflictos sociales. La Junta Asesora Militar de los Estados Unidos, un panel de generales y almirantes estadounidenses retirados, predijo que el calentamiento global servirá como un "multiplicador de amenazas" en regiones ya conflictivas. El Centro de Estudios Estratégicos e Internacionales y el Centro para una Nueva Seguridad Estadounidense, dos grupos de expertos de Washington, informaron que las inundaciones "tienen el potencial de desafiar las identidades regionales e incluso nacionales", lo que lleva a un "conflicto armado por los recursos". Indican que la mayor amenaza provendría de "migraciones de personas a gran escala, tanto dentro de las naciones como a través de las fronteras nacionales existentes". Sin embargo, otros investigadores se han mostrado más escépticos: un estudio no encontró una relación estadísticamente significativa entre el clima y el conflicto utilizando datos de Europa entre los años 1000 y 2000.
El vínculo entre el cambio climático y la seguridad es una preocupación para las autoridades de todo el mundo, incluido el Consejo de Seguridad de las Naciones Unidas y el grupo G77 de países en desarrollo. Se espera que el impacto del cambio climático como amenaza para la seguridad afecte particularmente a las naciones en desarrollo. En Gran Bretaña, la secretaria de Asuntos Exteriores, Margaret Beckett, ha argumentado que "un clima inestable exacerbará algunos de los principales impulsores del conflicto, como las presiones migratorias y la competencia por los recursos". Los vínculos entre el impacto humano del cambio climático y la amenaza de violencia y conflicto armado son particularmente importantes porque las condiciones desestabilizadoras múltiples se ven afectadas simultáneamente. 
Los expertos han sugerido conexiones con el cambio climático en varios conflictos sociales o bélicos importantes de la última década:
- Guerra en Darfur, donde la sequía sostenida alentó el conflicto entre pastores y agricultores;[72][73][74]
- Guerra civil siria, precedida por el desplazamiento de 1.5 millones de personas debido a la falta de cultivos y ganado inducida por la sequía;[75][76][77]
- Insurgencia islamista en Nigeria, que explotó la escasez de recursos naturales para alimentar el sentimiento antigubernamental;[78][79]
- Guerra civil somalí, en la que las sequías y las temperaturas extremadamente altas se han relacionado con la violencia;[80][81]
- Los conflictos entre pastores y agricultores en Nigeria, la masacre de Ogossagou en Malí, la violencia étnica en Sudán del Sur y otros países de la región del Sahel se ven exacerbados por el cambio climático.[82][83]
- El conflicto del norte de Malí, donde las sequías y las temperaturas extremadamente altas tuvieron una relación directa con un aumento de la violencia.[84]

Además, los investigadores que estudian antiguos patrones climáticos (paleoclimatología) han demostrado que las fluctuaciones a largo plazo de la frecuencia de la guerra y los cambios de la población han seguido ciclos de cambio de temperatura desde la era preindustrial. Un estudio de 2016 revela que "la sequía puede contribuir a mantener el conflicto, especialmente para los grupos que dependen de la agricultura y los grupos políticamente excluidos en países muy pobres". Estos resultados sugieren una interacción recíproca entre la naturaleza y la sociedad en la cual el conflicto violento y el choque ambiental constituyen un círculo vicioso, y cada fenómeno aumenta la vulnerabilidad del grupo frente al otro".